# اومان ماندا
اومان ماندا یک اصطلاح قومی و جغرافیایی است که از هزارهٔ سوم تا اواسط هزارهٔ‌یکم پیش از میلاد وجود داشته و به قومی جنگجو و دشمنی خطرناک برای تمدن‌های میانرودان محسوب می‌شده. اومان ماندا گاه دربارهٔ کیمریان و گاه برای مادها بکار می‌رفته بدین سبب فرضیه‌ها و تئوری‌های گوناگون پیدا شد که شاهان ماد را، گاه کیمری و گاه اسکیت دانسته‌اند.

## نظرات دانشمندان
بعد از پراشک (مورخ) مدتی مدید کسی از دانشمندان غربی کتاب جداگانه‌ای دربارهٔ تاریخ ماد ننوشت. ولی بررسی‌هایی از طرف اشخاص به عمل آمد و در برخی وقایع دقت بیشتری صورت گرفت و این کوشش‌ها تجدید نظر جوانب ملموس تاریخ ماد را مقدور ساخت. در سال ۱۹۲۱ فورر (زبان شناس)  کشف کرد که در منابع آشوری نامی از ماد برده شده و آن را شاهنشاهی مستقلی دانسته‌اند، بر اثر این کشف محققان توانستند قیام خشتریته را در آغاز قرن هفتم پ. م.، با تاریخ تأسیس شاهنشاهی ماد و اسم خشتریته را با فرورتیش منطبق سازند. در سال ۱۹۲۳ تاریخ وقایع روزانهٔ بابلی دربارهٔ آشور منتشر شد و چیزی از انتشار آن نگذشت که معنی اصطلاح اومان ماندا روشن شده بدین طریق بسیاری از افسانه‌هایی که مورخان دربارهٔ تاریخ ماد پدید آورده بودند به مرگ طبیعی نابود شدند.

### نظر کینگ
کینگ (مورخ) تحقیقات متعدد خویش را بیشتر وقف ایران و هخامنشیان و عیلام کرده. چیزی که در آثار او همه جا به چشم می‌خورد بلند پروازی‌های نیروی تخیل وی است. رسالهٔ یاد شدهٔ وی از این رهگذر اثر سوئی در خواننده می‌گذارد. کینگ نیز مانند هرتسفلد همه جا و دربارهٔ همه چیز با ایقان و اعتماد سخن می‌گوید. ولی در نوشته‌های هرتسفلد افکار جالب و نکته سنجانه و ملاحظات و تدقیات مستدل دیده می‌شود. و حال آنکه این محاسن در نظرات کینگ ملاحظه نمی‌گردد. کینگ بدترین جوانب تألیفات دانشمندان غربِ ما قبل را با حرارت تمام جذب کرده و حدسیات بی‌مایهٔ ایشان را بزرگ کرده، نظرات بی‌اساس را بر روی هم انباشته است و این بنای جسیم را بر پایه‌هایی متزلزل و لرزان استوار ساخته. مثلا برغم آنکه معنی اصطلاح «اومان - ماندا» از مدتی پیش روشن شده کینگ همچنان پیرامون این کلمه به خیال بافی پرداخته است.
بابلیان دوران متأخر. مادها، مانناها و دیگر اقوام شمالی نسبت به بابل را اومان‌ماندا می‌خواندند. ولی کینگ می‌گوید که اینان مردم دریای اسرارآمیزی بودند ، که به قصد نشر تمدن و فرهنگ، پادشاهی بزرگ هندو ژرمنی را تأسیس کردند .

### متون میخی
در حدود سال - ۶۵۴ پ. م. - آشوریان واقعاً مناسبات خصمانه‌ای با کیمریان پیدا کردند آنچه که متون موجود در این باره به لفظ فصیح اوممان ماندا می‌خوانند مقصود کیمریان است. در آن زمان توگدامی پیشوای کیمریان و پسر او سانداک شاترو در رأس دشمنان آشور داشتند. متأسفانه متن سرود خطاب به مردوک که شامل این اطلاعات می‌باشد خوب محفوظ نمانده و محققان به انحای گوناگون آن را می‌خوانند. اشترک (زبان شناس) چنین می‌خواند:
| خطابیه شاه: |
| و توگدامه پادشاه اومان ماندا، تخمهٔ تیامات - مخلوق عجیب و بدوی -، تصویر ابلیس، تحقیر کرد، جرمی نکرده و گناهی مرتکب نشد در برابر ناحیهٔ کشور من، سوگندی به خدایان (؟) و ترسید از نام تو، که ... ایگی‌گان به خاطر بزرگداشت تو و فرمانروایی و نیروی خداوندی تو ... طبق فرستادهٔ خداوندی تو که با چنین بیاناتی فرستادی: من می‌پراکنم نیروی او (؟) را...،سانداک شاترو را که ایشان در جای او نشاندند (؟) من این را شنیدم و ستودم مردوک را پهلوان را و ... عقیدهٔ گرگ، مسرشمید و وینکلر و ای.م.دیاکونوف بدین شرح است: و توگدامه، تخمهٔ موجود عجیب - مونستر- مانند ابلیس فراموش کرد سوگند را بنام خدایان کند. جرمی نکند و ضد مرزهای کشور من گناهی مرتکب نشود. او در اجرای سخن تو که ایگی‌گان محترم شمارند دقیق و سختگیر نبود. برای اینکه سلطنت تو را نامی سازد، برای اینکه نشان داده شود (؟) نیروی خداوندی تو، که تو فرستادی و گفتی: می‌پراکنم نیروهای توگدامی را (؟)، و سانداک شاترو فرزند و تخمهٔ بطن او را که به جانشینی او گسیل داشته‌اند، سرنگون می‌کنم به او گوش فرا دادم و از مردوک اطاعت کرد و ... و توگدامه پادشاه اومان ماندا مرا مجبور می‌کند بروم (؟) آنسوی دریا |

## متون بابل
- اخبار بابلی به‌طور کلی اطلاعات موثق ولی بسیار ناچیز درباره‌ اصطلاح اومان ماندا و پایان سلطنت ایشتوویگو آخرین پادشاه ماد که بدست کورش اسیر گشت بدست می‌دهند. استوانهٔ سیپاری نابوناعید چنین می‌نویسد:

| استوانه سیپاری: |
| در آغاز پادشاهی ابدی من ... مردوک ( خدا ) با من سخن گفت: نابوناعید، پادشاه بابل بر اسبان ستام‌دار آجر حمل کن و معبد اخوتحول را در حرّان بساز و در آن خانهٔ سین سلطان بزرگ را بنا کن. من با حترام به سلطان خدایان مردوک گفتم: این معبدی که فرمودی ساخته شود آن را در میان گرفت لشکر ماندا و نیروهای عظیم آن را. مردوک به من گفت: لشکر ماندا که از آن سخن می‌گویی نخواهد بود، نه از آن او، نه کشور او، نه پادشاهانی که معاونت او کنند |

- انقراض سلطنت ماد بدست کورش بزرگ طبق اخبار بابلی به سال  ۵۳۲ پ. م.

| اخبار بابلی: |
| در زمان حملهٔ سال سوم: کورش، پادشاه آنزان، بندهٔ کوچک ایشتوویگو، علیه او خروج کرد و با لشکر قلیل‌العدهٔ خویش لشکریان فراوان ماندا را تار و مار ساخت، و ایشتوویگو پادشاه لشکر ماندا را دستگیر کرد و به رسم اسیر به کشور خویش برد. آنچه اصطلاحاً تاریخ وقایع گد نابوناعید نامیده می‌شود و این سند محتملا دنبالهٔ تاریخ وقایع گد است: پادشاه اومان ماندا لشکر گردآورد و علیه کورش پادشاه آنشان رفت تا او را دستگیر کند ... اما راجع به ایشتوویگو: لشکر او علیه او برخاست، او دستگیر شد و آن‌ها او را به کورش تسلیم کردند. کورش در اکباتان، شهر شاهی سیم و زر و ثروت و اموال زنده و اسیر گرفت و به آنشان برد. |